# Stokovoe
Stokovoe är en sjö i Antarktis. Den ligger i Östantarktis. Australien gör anspråk på området. Stokovoe ligger 70 meter över havet.